# Bismil
Bismil – miasto w Turcji w prowincji Diyarbakır.
Według danych na rok 2000 miasto zamieszkiwało 61 182 osób.